# 皮德海齊區

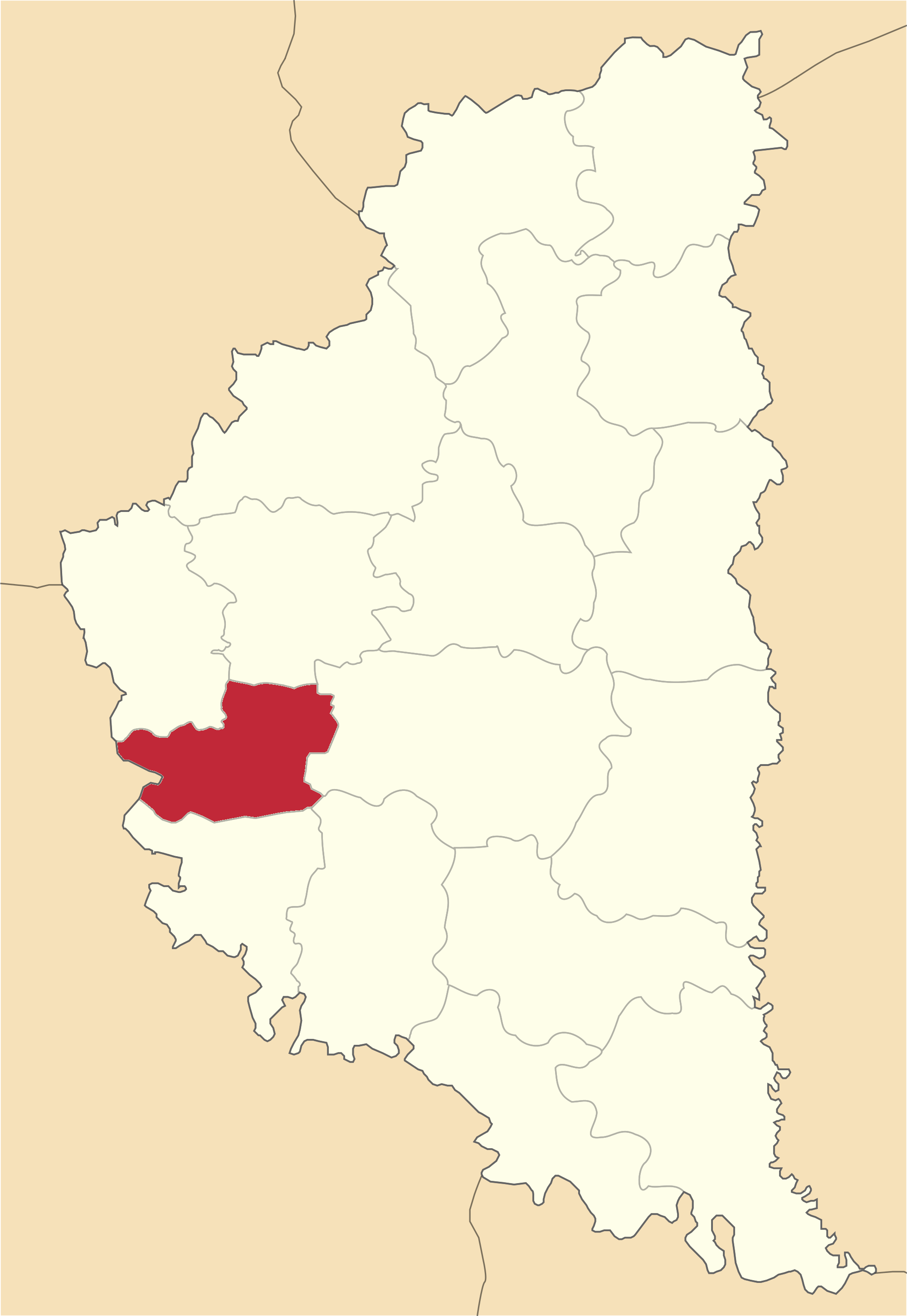
皮德海齊區在捷爾諾波爾州的位置

皮德海齊區（羅馬化：Pidhaietskyi raion），又按俄语名译为波德蓋齊區，是烏克蘭西部捷爾諾波爾州的舊區，行政中心为皮德海齐，並於2020年被撤銷，并入特諾皮爾區。該區面積496平方公里，2015年人口18,866，人口密度每平方公里38.04人。